# Carys Parry
Carys Parry (* 24. Juli 1981 in Pontypridd) ist eine britische Hammerwerferin.

## Sportliche Laufbahn
Erste internationale Erfahrungen sammelte Carys Parry bei den Junioreneuropameisterschaften 1999 in Riga, bei denen sie mit einer Weite von 49,02 m in der Qualifikation ausschied, wie auch bei den Juniorenweltmeisterschaften in Santiago de Chile im Jahr darauf mit 53,80 m. 2006 nahm sie erstmals an den Commonwealth Games in Melbourne teil und belegte dort mit einem Wurf auf 61,80 m den sechsten Platz. Vier Jahre später gewann sie bei den Commonwealth Games in Neu-Delhi mit 64,93 m die Silbermedaille hinter der Kanadierin Sultana Frizell. Bei ihren dritten Spielen 2014 in Glasgow wurde sie mit 65,37 m Fünfte und bei den Commonwealth Games 2018 im australischen Gold Coast mit einem Wurf auf 61,58 m Sechste.